# CMN Naval
Pour les articles homonymes, voir CMN.
CMN Naval est une multinationale française de construction navale et de yachts. En 2024, CMN Naval emploie 1 200 personnes en France, en Allemagne et au Royaume-Uni. Le groupe est dirigé par Pierre Balmer.

## Historique
L'entreprise de construction navale opère depuis 2022 sous le nom de CMN Naval SA.
En 2025, CMN Naval a créé, en collaboration avec l'entreprise Edge, active dans le domaine des systèmes de défense, la coentreprise ADN,.

## Structure de l'entreprise
CMN Naval est une entreprise privée avec des installations en Europe et au Moyen-Orient. Le Conseil d'administration est composé de Pierre Balmer, Jean Durand-Ruel et Amélie Klotz,.
CMN Naval est un groupe européen de construction navale composé de plusieurs chantiers, dont les Constructions Mécaniques de Normandie (CMN) en France, German Naval Yards en Allemagne et Isherwoods au Royaume-Uni. De plus, les filiales HydroQuest, AMT et ACE font également partie de CMN Naval.

## Produits et services

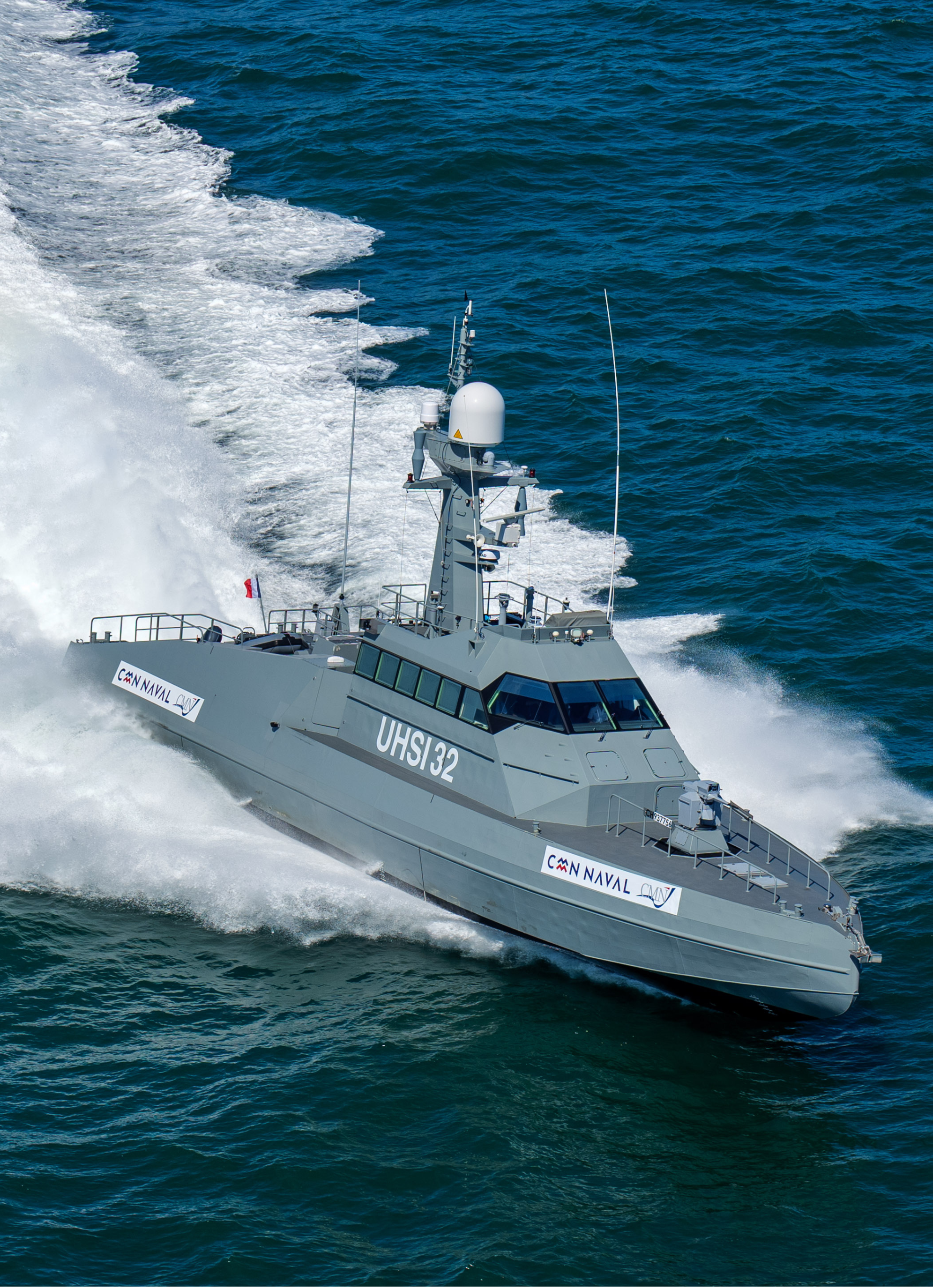
CMN Naval UHSI32

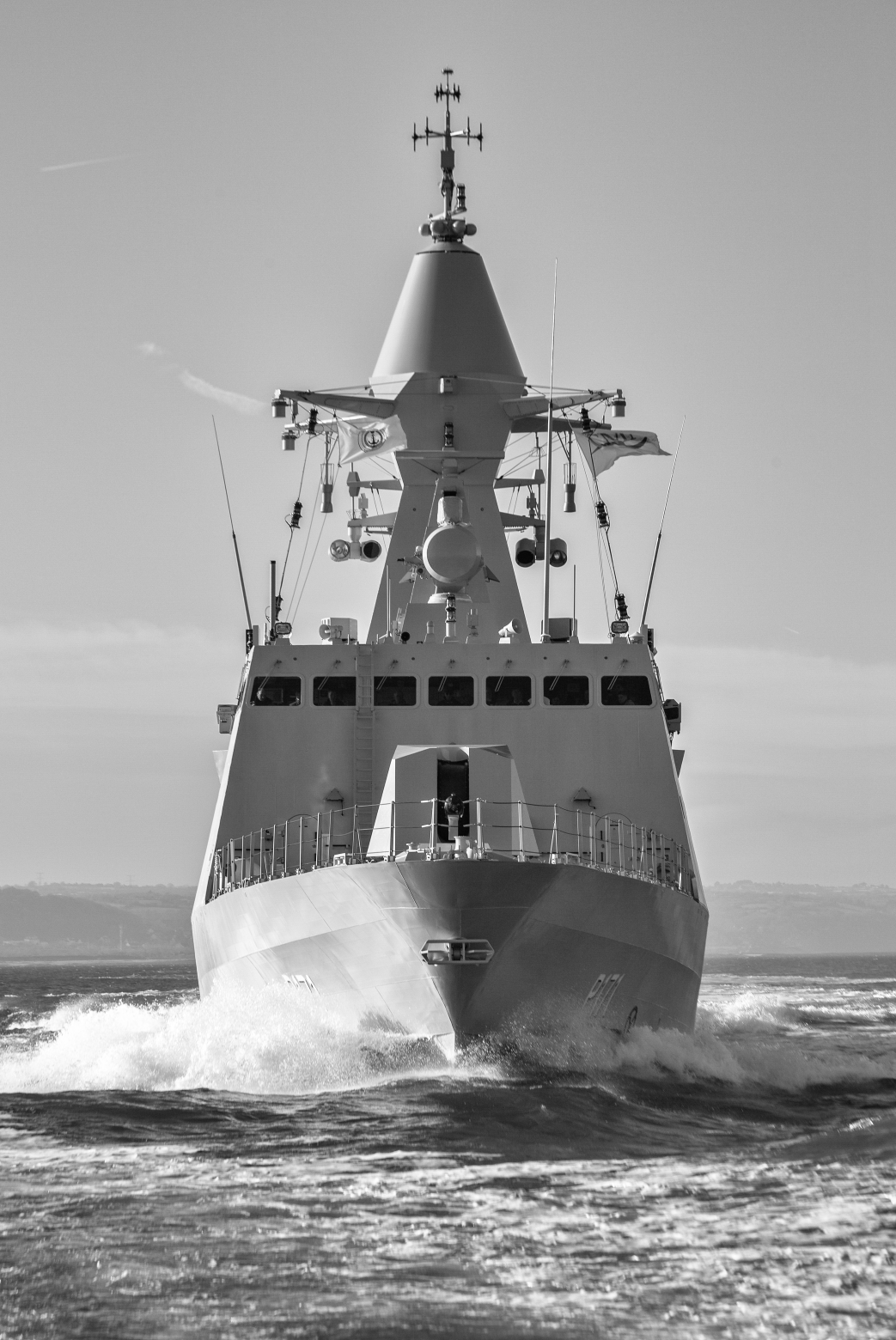
CMN Naval BR71 Baynunah class

CMN Naval est actif dans trois domaines d'activité principaux : la construction navale, les énergies renouvelables et la logistique. Les navires vendus comprennent des intercepteurs à grande vitesse comme l'HSI32, conçus pour des opérations telles que des frappes navales et des missions de recherche et de sauvetage. Pour la surveillance à distance, CMN propose par exemple l'Ocean Eagle 43, qui dispose d'un trimaran. La classe Vigilante représente des patrouilleurs hauturiers adaptés aux opérations côtières et en haute mer. Dans le domaine des corvettes, CMN a développé le Seaguard 96. En plus des navires militaires, CMN construit également des yachts.
De plus, CMN Naval propose un soutien logistique intégré (SLI), le transfert de technologie, la maintenance des centrales nucléaires, la remise en état et la conversion, l’intégration de systèmes de combat, la technologie furtive ainsi que la formation technique et tactique. CMN Naval offre également des systèmes dans le domaine de la production d'énergie maritime durable, tels que les hydroliennes,.